# Scleralcyonacea
Die Scleralcyonacea sind eine von zwei Ordnungen der Achtstrahligen Korallen (Octocorallia). Wie alle Oktokorallen bilden die Arten der Ordnung Scleralcyonacea Tierkolonien, die aus vielen Einzelpolypen bestehen, die jeweils acht, in den meisten Fällen gefiederte Tentakel besitzen. Die Ordnung wurde erst Ende 2022 eingeführt und umfasst weitgehend die Calcaxonia-Pennatulacea-Klade, die in vorherigen phylogenetischen Arbeiten als monophyletische Klade der Oktokorallen erkannt wurde. Die Verwandtschaftsbeziehungen innerhalb der Oktokorallen wurden durch DNA-Vergleiche bestimmt und die Morphologie spielte dabei eine untergeordnete Rolle, entsprechend gibt es innerhalb der Scleralcyonacea eine große Variabilität hinsichtlich der Wuchsformen. Die Ordnung setzt sich aus den meisten Familien und Gattungen zusammen, die vorher den Calcaxonia zugeordnet wurden, außerdem umfasst sie die Seefedern (Pennatuloidea) und die Helioporidae, die ähnlich der Steinkorallen (Scleractinia) ein massives Skelett aus Aragonitkristallen bilden, sowie eine morphologisch heterogene Ansammlung früher den Alcyoniina, Röhrenkorallen (Stolonifera), Kalkachsenkorallen (Scleraxonia) und Holaxonia zugeordneter Familien und Gattungen. Die überwiegende Mehrheit der Familien der Scleralcyonacea haben entweder eine Skelettachse aus massivem Calciumcarbonat oder sie besteht aus kalzitisch zusammengewachsenen Skleriten. Die Bezeichnung Scleralcyonacea setzt sich zusammen aus „scler “ (griechisch für hart) und alcyonacea, der heute invaliden wissenschaftlichen Bezeichnung für die Klade, die alle Oktokorallen mit Ausnahme der Seefedern und der Helioporidae umfasste und verweist auf die Unflexibilität der Tierkolonien.

## Systematik
Das folgende Kladogramm zeigt die Verwandtschaftsverhältnisse der verschiedenen Familien der Scleralcyonacea zueinander mit den Malacalcyonacea, der zweiten Ordnung der Oktokorallen, als Außengruppe.
|  | Seefedern (Pennatuloidea)               |
|  |                                         |
|  | Ellisellidae früher zu den "Calcaxonia" |
|  |                                         |

|  | Coralliidae früher zu den "Scleraxonia"   |
|  |                                           |
|  | Erythropodiidae früher zu den "Holaxonia" |
|  |                                           |

|                                                 | Briareidae früher zu den "Scleraxonia"                                                                                  |
|                                                 | |
|                                                 | \| \| Spongiodermidae früher zu den "Scleraxonia" \| \| \| \| \| \| Ideogorgiidae früher zu den "Holaxonia" \| \| \| \| |
|                                                 | |
|                                                 | Parisididae früher zu den "Scleraxonia"                                                                                 |
|                                                 | |
|                                                 | Sarcodictyonidae früher zu den "Röhrenkorallen"                                                                         |
| Vorlage:Klade/Wartung/3 Vorlage:Klade/Wartung/4 | |
|                                                 | Spongiodermidae früher zu den "Scleraxonia"                                                                             |
|                                                 | |
|                                                 | Ideogorgiidae früher zu den "Holaxonia"                                                                                 |
|                                                 | |

|  | Spongiodermidae früher zu den "Scleraxonia" |
|  |                                             |
|  | Ideogorgiidae früher zu den "Holaxonia"     |
|  |                                             |

|                                                 | Briareidae früher zu den "Scleraxonia"                                                                                  |
|                                                 | |
|                                                 | \| \| Spongiodermidae früher zu den "Scleraxonia" \| \| \| \| \| \| Ideogorgiidae früher zu den "Holaxonia" \| \| \| \| |
|                                                 | |
|                                                 | Parisididae früher zu den "Scleraxonia"                                                                                 |
|                                                 | |
|                                                 | Sarcodictyonidae früher zu den "Röhrenkorallen"                                                                         |
| Vorlage:Klade/Wartung/3 Vorlage:Klade/Wartung/4 | |
|                                                 | Spongiodermidae früher zu den "Scleraxonia"                                                                             |
|                                                 | |
|                                                 | Ideogorgiidae früher zu den "Holaxonia"                                                                                 |
|                                                 | |

|  | Spongiodermidae früher zu den "Scleraxonia" |
|  |                                             |
|  | Ideogorgiidae früher zu den "Holaxonia"     |
|  |                                             |

|  | Chrysogorgiidae früher zu den "Calcaxonia" |
|  |                                            |
|  | Primnoidae früher zu den "Calcaxonia"      |
|  |                                            |

|  | Keratoisididae früher zu den "Calcaxonia" |
|  |                                           |
|  | Isidoidae früher zu den "Calcaxonia"      |
|  |                                           |

|  | Mopseidae früher zu den "Calcaxonia"                                                                                    |
|  | |
|  | \| \| Pleurogorgiidae früher zu den "Calcaxonia" \| \| \| \| \| \| Ifalukellidae früher zu den "Calcaxonia" \| \| \| \| |
|  | |
|  | Pleurogorgiidae früher zu den "Calcaxonia"                                                                              |
|  | |
|  | Ifalukellidae früher zu den "Calcaxonia"                                                                                |
|  | |

|  | Pleurogorgiidae früher zu den "Calcaxonia" |
|  |                                            |
|  | Ifalukellidae früher zu den "Calcaxonia"   |
|  |                                            |

|  | Chrysogorgiidae früher zu den "Calcaxonia" |
|  |                                            |
|  | Primnoidae früher zu den "Calcaxonia"      |
|  |                                            |

|  | Keratoisididae früher zu den "Calcaxonia" |
|  |                                           |
|  | Isidoidae früher zu den "Calcaxonia"      |
|  |                                           |

|  | Mopseidae früher zu den "Calcaxonia"                                                                                    |
|  | |
|  | \| \| Pleurogorgiidae früher zu den "Calcaxonia" \| \| \| \| \| \| Ifalukellidae früher zu den "Calcaxonia" \| \| \| \| |
|  | |
|  | Pleurogorgiidae früher zu den "Calcaxonia"                                                                              |
|  | |
|  | Ifalukellidae früher zu den "Calcaxonia"                                                                                |
|  | |

|  | Pleurogorgiidae früher zu den "Calcaxonia" |
|  |                                            |
|  | Ifalukellidae früher zu den "Calcaxonia"   |
|  |                                            |

|  | Chrysogorgiidae früher zu den "Calcaxonia" |
|  |                                            |
|  | Primnoidae früher zu den "Calcaxonia"      |
|  |                                            |

|  | Keratoisididae früher zu den "Calcaxonia" |
|  |                                           |
|  | Isidoidae früher zu den "Calcaxonia"      |
|  |                                           |

|  | Mopseidae früher zu den "Calcaxonia"                                                                                    |
|  | |
|  | \| \| Pleurogorgiidae früher zu den "Calcaxonia" \| \| \| \| \| \| Ifalukellidae früher zu den "Calcaxonia" \| \| \| \| |
|  | |
|  | Pleurogorgiidae früher zu den "Calcaxonia"                                                                              |
|  | |
|  | Ifalukellidae früher zu den "Calcaxonia"                                                                                |
|  | |

|  | Pleurogorgiidae früher zu den "Calcaxonia" |
|  |                                            |
|  | Ifalukellidae früher zu den "Calcaxonia"   |
|  |                                            |

|  | Chrysogorgiidae früher zu den "Calcaxonia" |
|  |                                            |
|  | Primnoidae früher zu den "Calcaxonia"      |
|  |                                            |

|  | Keratoisididae früher zu den "Calcaxonia" |
|  |                                           |
|  | Isidoidae früher zu den "Calcaxonia"      |
|  |                                           |

|  | Mopseidae früher zu den "Calcaxonia"                                                                                    |
|  | |
|  | \| \| Pleurogorgiidae früher zu den "Calcaxonia" \| \| \| \| \| \| Ifalukellidae früher zu den "Calcaxonia" \| \| \| \| |
|  | |
|  | Pleurogorgiidae früher zu den "Calcaxonia"                                                                              |
|  | |
|  | Ifalukellidae früher zu den "Calcaxonia"                                                                                |
|  | |

|  | Pleurogorgiidae früher zu den "Calcaxonia" |
|  |                                            |
|  | Ifalukellidae früher zu den "Calcaxonia"   |
|  |                                            |

|  | Seefedern (Pennatuloidea)               |
|  |                                         |
|  | Ellisellidae früher zu den "Calcaxonia" |
|  |                                         |

|  | Coralliidae früher zu den "Scleraxonia"   |
|  |                                           |
|  | Erythropodiidae früher zu den "Holaxonia" |
|  |                                           |

|                                                 | Briareidae früher zu den "Scleraxonia"                                                                                  |
|                                                 | |
|                                                 | \| \| Spongiodermidae früher zu den "Scleraxonia" \| \| \| \| \| \| Ideogorgiidae früher zu den "Holaxonia" \| \| \| \| |
|                                                 | |
|                                                 | Parisididae früher zu den "Scleraxonia"                                                                                 |
|                                                 | |
|                                                 | Sarcodictyonidae früher zu den "Röhrenkorallen"                                                                         |
| Vorlage:Klade/Wartung/3 Vorlage:Klade/Wartung/4 | |
|                                                 | Spongiodermidae früher zu den "Scleraxonia"                                                                             |
|                                                 | |
|                                                 | Ideogorgiidae früher zu den "Holaxonia"                                                                                 |
|                                                 | |

|  | Spongiodermidae früher zu den "Scleraxonia" |
|  |                                             |
|  | Ideogorgiidae früher zu den "Holaxonia"     |
|  |                                             |

|                                                 | Briareidae früher zu den "Scleraxonia"                                                                                  |
|                                                 | |
|                                                 | \| \| Spongiodermidae früher zu den "Scleraxonia" \| \| \| \| \| \| Ideogorgiidae früher zu den "Holaxonia" \| \| \| \| |
|                                                 | |
|                                                 | Parisididae früher zu den "Scleraxonia"                                                                                 |
|                                                 | |
|                                                 | Sarcodictyonidae früher zu den "Röhrenkorallen"                                                                         |
| Vorlage:Klade/Wartung/3 Vorlage:Klade/Wartung/4 | |
|                                                 | Spongiodermidae früher zu den "Scleraxonia"                                                                             |
|                                                 | |
|                                                 | Ideogorgiidae früher zu den "Holaxonia"                                                                                 |
|                                                 | |

|  | Spongiodermidae früher zu den "Scleraxonia" |
|  |                                             |
|  | Ideogorgiidae früher zu den "Holaxonia"     |
|  |                                             |

|  | Chrysogorgiidae früher zu den "Calcaxonia" |
|  |                                            |
|  | Primnoidae früher zu den "Calcaxonia"      |
|  |                                            |

|  | Keratoisididae früher zu den "Calcaxonia" |
|  |                                           |
|  | Isidoidae früher zu den "Calcaxonia"      |
|  |                                           |

|  | Mopseidae früher zu den "Calcaxonia"                                                                                    |
|  | |
|  | \| \| Pleurogorgiidae früher zu den "Calcaxonia" \| \| \| \| \| \| Ifalukellidae früher zu den "Calcaxonia" \| \| \| \| |
|  | |
|  | Pleurogorgiidae früher zu den "Calcaxonia"                                                                              |
|  | |
|  | Ifalukellidae früher zu den "Calcaxonia"                                                                                |
|  | |

|  | Pleurogorgiidae früher zu den "Calcaxonia" |
|  |                                            |
|  | Ifalukellidae früher zu den "Calcaxonia"   |
|  |                                            |

|  | Chrysogorgiidae früher zu den "Calcaxonia" |
|  |                                            |
|  | Primnoidae früher zu den "Calcaxonia"      |
|  |                                            |

|  | Keratoisididae früher zu den "Calcaxonia" |
|  |                                           |
|  | Isidoidae früher zu den "Calcaxonia"      |
|  |                                           |

|  | Mopseidae früher zu den "Calcaxonia"                                                                                    |
|  | |
|  | \| \| Pleurogorgiidae früher zu den "Calcaxonia" \| \| \| \| \| \| Ifalukellidae früher zu den "Calcaxonia" \| \| \| \| |
|  | |
|  | Pleurogorgiidae früher zu den "Calcaxonia"                                                                              |
|  | |
|  | Ifalukellidae früher zu den "Calcaxonia"                                                                                |
|  | |

|  | Pleurogorgiidae früher zu den "Calcaxonia" |
|  |                                            |
|  | Ifalukellidae früher zu den "Calcaxonia"   |
|  |                                            |

|  | Chrysogorgiidae früher zu den "Calcaxonia" |
|  |                                            |
|  | Primnoidae früher zu den "Calcaxonia"      |
|  |                                            |

|  | Keratoisididae früher zu den "Calcaxonia" |
|  |                                           |
|  | Isidoidae früher zu den "Calcaxonia"      |
|  |                                           |

|  | Mopseidae früher zu den "Calcaxonia"                                                                                    |
|  | |
|  | \| \| Pleurogorgiidae früher zu den "Calcaxonia" \| \| \| \| \| \| Ifalukellidae früher zu den "Calcaxonia" \| \| \| \| |
|  | |
|  | Pleurogorgiidae früher zu den "Calcaxonia"                                                                              |
|  | |
|  | Ifalukellidae früher zu den "Calcaxonia"                                                                                |
|  | |

|  | Pleurogorgiidae früher zu den "Calcaxonia" |
|  |                                            |
|  | Ifalukellidae früher zu den "Calcaxonia"   |
|  |                                            |

|  | Chrysogorgiidae früher zu den "Calcaxonia" |
|  |                                            |
|  | Primnoidae früher zu den "Calcaxonia"      |
|  |                                            |

|  | Keratoisididae früher zu den "Calcaxonia" |
|  |                                           |
|  | Isidoidae früher zu den "Calcaxonia"      |
|  |                                           |

|  | Mopseidae früher zu den "Calcaxonia"                                                                                    |
|  | |
|  | \| \| Pleurogorgiidae früher zu den "Calcaxonia" \| \| \| \| \| \| Ifalukellidae früher zu den "Calcaxonia" \| \| \| \| |
|  | |
|  | Pleurogorgiidae früher zu den "Calcaxonia"                                                                              |
|  | |
|  | Ifalukellidae früher zu den "Calcaxonia"                                                                                |
|  | |

|  | Pleurogorgiidae früher zu den "Calcaxonia" |
|  |                                            |
|  | Ifalukellidae früher zu den "Calcaxonia"   |
|  |                                            |

|  | Seefedern (Pennatuloidea)               |
|  |                                         |
|  | Ellisellidae früher zu den "Calcaxonia" |
|  |                                         |

|  | Coralliidae früher zu den "Scleraxonia"   |
|  |                                           |
|  | Erythropodiidae früher zu den "Holaxonia" |
|  |                                           |

|                                                 | Briareidae früher zu den "Scleraxonia"                                                                                  |
|                                                 | |
|                                                 | \| \| Spongiodermidae früher zu den "Scleraxonia" \| \| \| \| \| \| Ideogorgiidae früher zu den "Holaxonia" \| \| \| \| |
|                                                 | |
|                                                 | Parisididae früher zu den "Scleraxonia"                                                                                 |
|                                                 | |
|                                                 | Sarcodictyonidae früher zu den "Röhrenkorallen"                                                                         |
| Vorlage:Klade/Wartung/3 Vorlage:Klade/Wartung/4 | |
|                                                 | Spongiodermidae früher zu den "Scleraxonia"                                                                             |
|                                                 | |
|                                                 | Ideogorgiidae früher zu den "Holaxonia"                                                                                 |
|                                                 | |

|  | Spongiodermidae früher zu den "Scleraxonia" |
|  |                                             |
|  | Ideogorgiidae früher zu den "Holaxonia"     |
|  |                                             |

|                                                 | Briareidae früher zu den "Scleraxonia"                                                                                  |
|                                                 | |
|                                                 | \| \| Spongiodermidae früher zu den "Scleraxonia" \| \| \| \| \| \| Ideogorgiidae früher zu den "Holaxonia" \| \| \| \| |
|                                                 | |
|                                                 | Parisididae früher zu den "Scleraxonia"                                                                                 |
|                                                 | |
|                                                 | Sarcodictyonidae früher zu den "Röhrenkorallen"                                                                         |
| Vorlage:Klade/Wartung/3 Vorlage:Klade/Wartung/4 | |
|                                                 | Spongiodermidae früher zu den "Scleraxonia"                                                                             |
|                                                 | |
|                                                 | Ideogorgiidae früher zu den "Holaxonia"                                                                                 |
|                                                 | |

|  | Spongiodermidae früher zu den "Scleraxonia" |
|  |                                             |
|  | Ideogorgiidae früher zu den "Holaxonia"     |
|  |                                             |

|  | Chrysogorgiidae früher zu den "Calcaxonia" |
|  |                                            |
|  | Primnoidae früher zu den "Calcaxonia"      |
|  |                                            |

|  | Keratoisididae früher zu den "Calcaxonia" |
|  |                                           |
|  | Isidoidae früher zu den "Calcaxonia"      |
|  |                                           |

|  | Mopseidae früher zu den "Calcaxonia"                                                                                    |
|  | |
|  | \| \| Pleurogorgiidae früher zu den "Calcaxonia" \| \| \| \| \| \| Ifalukellidae früher zu den "Calcaxonia" \| \| \| \| |
|  | |
|  | Pleurogorgiidae früher zu den "Calcaxonia"                                                                              |
|  | |
|  | Ifalukellidae früher zu den "Calcaxonia"                                                                                |
|  | |

|  | Pleurogorgiidae früher zu den "Calcaxonia" |
|  |                                            |
|  | Ifalukellidae früher zu den "Calcaxonia"   |
|  |                                            |

|  | Chrysogorgiidae früher zu den "Calcaxonia" |
|  |                                            |
|  | Primnoidae früher zu den "Calcaxonia"      |
|  |                                            |

|  | Keratoisididae früher zu den "Calcaxonia" |
|  |                                           |
|  | Isidoidae früher zu den "Calcaxonia"      |
|  |                                           |

|  | Mopseidae früher zu den "Calcaxonia"                                                                                    |
|  | |
|  | \| \| Pleurogorgiidae früher zu den "Calcaxonia" \| \| \| \| \| \| Ifalukellidae früher zu den "Calcaxonia" \| \| \| \| |
|  | |
|  | Pleurogorgiidae früher zu den "Calcaxonia"                                                                              |
|  | |
|  | Ifalukellidae früher zu den "Calcaxonia"                                                                                |
|  | |

|  | Pleurogorgiidae früher zu den "Calcaxonia" |
|  |                                            |
|  | Ifalukellidae früher zu den "Calcaxonia"   |
|  |                                            |

|  | Chrysogorgiidae früher zu den "Calcaxonia" |
|  |                                            |
|  | Primnoidae früher zu den "Calcaxonia"      |
|  |                                            |

|  | Keratoisididae früher zu den "Calcaxonia" |
|  |                                           |
|  | Isidoidae früher zu den "Calcaxonia"      |
|  |                                           |

|  | Mopseidae früher zu den "Calcaxonia"                                                                                    |
|  | |
|  | \| \| Pleurogorgiidae früher zu den "Calcaxonia" \| \| \| \| \| \| Ifalukellidae früher zu den "Calcaxonia" \| \| \| \| |
|  | |
|  | Pleurogorgiidae früher zu den "Calcaxonia"                                                                              |
|  | |
|  | Ifalukellidae früher zu den "Calcaxonia"                                                                                |
|  | |

|  | Pleurogorgiidae früher zu den "Calcaxonia" |
|  |                                            |
|  | Ifalukellidae früher zu den "Calcaxonia"   |
|  |                                            |

|  | Chrysogorgiidae früher zu den "Calcaxonia" |
|  |                                            |
|  | Primnoidae früher zu den "Calcaxonia"      |
|  |                                            |

|  | Keratoisididae früher zu den "Calcaxonia" |
|  |                                           |
|  | Isidoidae früher zu den "Calcaxonia"      |
|  |                                           |

|  | Mopseidae früher zu den "Calcaxonia"                                                                                    |
|  | |
|  | \| \| Pleurogorgiidae früher zu den "Calcaxonia" \| \| \| \| \| \| Ifalukellidae früher zu den "Calcaxonia" \| \| \| \| |
|  | |
|  | Pleurogorgiidae früher zu den "Calcaxonia"                                                                              |
|  | |
|  | Ifalukellidae früher zu den "Calcaxonia"                                                                                |
|  | |

|  | Pleurogorgiidae früher zu den "Calcaxonia" |
|  |                                            |
|  | Ifalukellidae früher zu den "Calcaxonia"   |
|  |                                            |

|  | Seefedern (Pennatuloidea)               |
|  |                                         |
|  | Ellisellidae früher zu den "Calcaxonia" |
|  |                                         |

|  | Coralliidae früher zu den "Scleraxonia"   |
|  |                                           |
|  | Erythropodiidae früher zu den "Holaxonia" |
|  |                                           |

|                                                 | Briareidae früher zu den "Scleraxonia"                                                                                  |
|                                                 | |
|                                                 | \| \| Spongiodermidae früher zu den "Scleraxonia" \| \| \| \| \| \| Ideogorgiidae früher zu den "Holaxonia" \| \| \| \| |
|                                                 | |
|                                                 | Parisididae früher zu den "Scleraxonia"                                                                                 |
|                                                 | |
|                                                 | Sarcodictyonidae früher zu den "Röhrenkorallen"                                                                         |
| Vorlage:Klade/Wartung/3 Vorlage:Klade/Wartung/4 | |
|                                                 | Spongiodermidae früher zu den "Scleraxonia"                                                                             |
|                                                 | |
|                                                 | Ideogorgiidae früher zu den "Holaxonia"                                                                                 |
|                                                 | |

|  | Spongiodermidae früher zu den "Scleraxonia" |
|  |                                             |
|  | Ideogorgiidae früher zu den "Holaxonia"     |
|  |                                             |

|                                                 | Briareidae früher zu den "Scleraxonia"                                                                                  |
|                                                 | |
|                                                 | \| \| Spongiodermidae früher zu den "Scleraxonia" \| \| \| \| \| \| Ideogorgiidae früher zu den "Holaxonia" \| \| \| \| |
|                                                 | |
|                                                 | Parisididae früher zu den "Scleraxonia"                                                                                 |
|                                                 | |
|                                                 | Sarcodictyonidae früher zu den "Röhrenkorallen"                                                                         |
| Vorlage:Klade/Wartung/3 Vorlage:Klade/Wartung/4 | |
|                                                 | Spongiodermidae früher zu den "Scleraxonia"                                                                             |
|                                                 | |
|                                                 | Ideogorgiidae früher zu den "Holaxonia"                                                                                 |
|                                                 | |

|  | Spongiodermidae früher zu den "Scleraxonia" |
|  |                                             |
|  | Ideogorgiidae früher zu den "Holaxonia"     |
|  |                                             |

|  | Chrysogorgiidae früher zu den "Calcaxonia" |
|  |                                            |
|  | Primnoidae früher zu den "Calcaxonia"      |
|  |                                            |

|  | Keratoisididae früher zu den "Calcaxonia" |
|  |                                           |
|  | Isidoidae früher zu den "Calcaxonia"      |
|  |                                           |

|  | Mopseidae früher zu den "Calcaxonia"                                                                                    |
|  | |
|  | \| \| Pleurogorgiidae früher zu den "Calcaxonia" \| \| \| \| \| \| Ifalukellidae früher zu den "Calcaxonia" \| \| \| \| |
|  | |
|  | Pleurogorgiidae früher zu den "Calcaxonia"                                                                              |
|  | |
|  | Ifalukellidae früher zu den "Calcaxonia"                                                                                |
|  | |

|  | Pleurogorgiidae früher zu den "Calcaxonia" |
|  |                                            |
|  | Ifalukellidae früher zu den "Calcaxonia"   |
|  |                                            |

|  | Chrysogorgiidae früher zu den "Calcaxonia" |
|  |                                            |
|  | Primnoidae früher zu den "Calcaxonia"      |
|  |                                            |

|  | Keratoisididae früher zu den "Calcaxonia" |
|  |                                           |
|  | Isidoidae früher zu den "Calcaxonia"      |
|  |                                           |

|  | Mopseidae früher zu den "Calcaxonia"                                                                                    |
|  | |
|  | \| \| Pleurogorgiidae früher zu den "Calcaxonia" \| \| \| \| \| \| Ifalukellidae früher zu den "Calcaxonia" \| \| \| \| |
|  | |
|  | Pleurogorgiidae früher zu den "Calcaxonia"                                                                              |
|  | |
|  | Ifalukellidae früher zu den "Calcaxonia"                                                                                |
|  | |

|  | Pleurogorgiidae früher zu den "Calcaxonia" |
|  |                                            |
|  | Ifalukellidae früher zu den "Calcaxonia"   |
|  |                                            |

|  | Chrysogorgiidae früher zu den "Calcaxonia" |
|  |                                            |
|  | Primnoidae früher zu den "Calcaxonia"      |
|  |                                            |

|  | Keratoisididae früher zu den "Calcaxonia" |
|  |                                           |
|  | Isidoidae früher zu den "Calcaxonia"      |
|  |                                           |

|  | Mopseidae früher zu den "Calcaxonia"                                                                                    |
|  | |
|  | \| \| Pleurogorgiidae früher zu den "Calcaxonia" \| \| \| \| \| \| Ifalukellidae früher zu den "Calcaxonia" \| \| \| \| |
|  | |
|  | Pleurogorgiidae früher zu den "Calcaxonia"                                                                              |
|  | |
|  | Ifalukellidae früher zu den "Calcaxonia"                                                                                |
|  | |

|  | Pleurogorgiidae früher zu den "Calcaxonia" |
|  |                                            |
|  | Ifalukellidae früher zu den "Calcaxonia"   |
|  |                                            |

|  | Chrysogorgiidae früher zu den "Calcaxonia" |
|  |                                            |
|  | Primnoidae früher zu den "Calcaxonia"      |
|  |                                            |

|  | Keratoisididae früher zu den "Calcaxonia" |
|  |                                           |
|  | Isidoidae früher zu den "Calcaxonia"      |
|  |                                           |

|  | Mopseidae früher zu den "Calcaxonia"                                                                                    |
|  | |
|  | \| \| Pleurogorgiidae früher zu den "Calcaxonia" \| \| \| \| \| \| Ifalukellidae früher zu den "Calcaxonia" \| \| \| \| |
|  | |
|  | Pleurogorgiidae früher zu den "Calcaxonia"                                                                              |
|  | |
|  | Ifalukellidae früher zu den "Calcaxonia"                                                                                |
|  | |

|  | Pleurogorgiidae früher zu den "Calcaxonia" |
|  |                                            |
|  | Ifalukellidae früher zu den "Calcaxonia"   |
|  |                                            |

|  | Seefedern (Pennatuloidea)               |
|  |                                         |
|  | Ellisellidae früher zu den "Calcaxonia" |
|  |                                         |

|  | Coralliidae früher zu den "Scleraxonia"   |
|  |                                           |
|  | Erythropodiidae früher zu den "Holaxonia" |
|  |                                           |

|                                                 | Briareidae früher zu den "Scleraxonia"                                                                                  |
|                                                 | |
|                                                 | \| \| Spongiodermidae früher zu den "Scleraxonia" \| \| \| \| \| \| Ideogorgiidae früher zu den "Holaxonia" \| \| \| \| |
|                                                 | |
|                                                 | Parisididae früher zu den "Scleraxonia"                                                                                 |
|                                                 | |
|                                                 | Sarcodictyonidae früher zu den "Röhrenkorallen"                                                                         |
| Vorlage:Klade/Wartung/3 Vorlage:Klade/Wartung/4 | |
|                                                 | Spongiodermidae früher zu den "Scleraxonia"                                                                             |
|                                                 | |
|                                                 | Ideogorgiidae früher zu den "Holaxonia"                                                                                 |
|                                                 | |

|  | Spongiodermidae früher zu den "Scleraxonia" |
|  |                                             |
|  | Ideogorgiidae früher zu den "Holaxonia"     |
|  |                                             |

|                                                 | Briareidae früher zu den "Scleraxonia"                                                                                  |
|                                                 | |
|                                                 | \| \| Spongiodermidae früher zu den "Scleraxonia" \| \| \| \| \| \| Ideogorgiidae früher zu den "Holaxonia" \| \| \| \| |
|                                                 | |
|                                                 | Parisididae früher zu den "Scleraxonia"                                                                                 |
|                                                 | |
|                                                 | Sarcodictyonidae früher zu den "Röhrenkorallen"                                                                         |
| Vorlage:Klade/Wartung/3 Vorlage:Klade/Wartung/4 | |
|                                                 | Spongiodermidae früher zu den "Scleraxonia"                                                                             |
|                                                 | |
|                                                 | Ideogorgiidae früher zu den "Holaxonia"                                                                                 |
|                                                 | |

|  | Spongiodermidae früher zu den "Scleraxonia" |
|  |                                             |
|  | Ideogorgiidae früher zu den "Holaxonia"     |
|  |                                             |

|  | Chrysogorgiidae früher zu den "Calcaxonia" |
|  |                                            |
|  | Primnoidae früher zu den "Calcaxonia"      |
|  |                                            |

|  | Keratoisididae früher zu den "Calcaxonia" |
|  |                                           |
|  | Isidoidae früher zu den "Calcaxonia"      |
|  |                                           |

|  | Mopseidae früher zu den "Calcaxonia"                                                                                    |
|  | |
|  | \| \| Pleurogorgiidae früher zu den "Calcaxonia" \| \| \| \| \| \| Ifalukellidae früher zu den "Calcaxonia" \| \| \| \| |
|  | |
|  | Pleurogorgiidae früher zu den "Calcaxonia"                                                                              |
|  | |
|  | Ifalukellidae früher zu den "Calcaxonia"                                                                                |
|  | |

|  | Pleurogorgiidae früher zu den "Calcaxonia" |
|  |                                            |
|  | Ifalukellidae früher zu den "Calcaxonia"   |
|  |                                            |

|  | Chrysogorgiidae früher zu den "Calcaxonia" |
|  |                                            |
|  | Primnoidae früher zu den "Calcaxonia"      |
|  |                                            |

|  | Keratoisididae früher zu den "Calcaxonia" |
|  |                                           |
|  | Isidoidae früher zu den "Calcaxonia"      |
|  |                                           |

|  | Mopseidae früher zu den "Calcaxonia"                                                                                    |
|  | |
|  | \| \| Pleurogorgiidae früher zu den "Calcaxonia" \| \| \| \| \| \| Ifalukellidae früher zu den "Calcaxonia" \| \| \| \| |
|  | |
|  | Pleurogorgiidae früher zu den "Calcaxonia"                                                                              |
|  | |
|  | Ifalukellidae früher zu den "Calcaxonia"                                                                                |
|  | |

|  | Pleurogorgiidae früher zu den "Calcaxonia" |
|  |                                            |
|  | Ifalukellidae früher zu den "Calcaxonia"   |
|  |                                            |

|  | Chrysogorgiidae früher zu den "Calcaxonia" |
|  |                                            |
|  | Primnoidae früher zu den "Calcaxonia"      |
|  |                                            |

|  | Keratoisididae früher zu den "Calcaxonia" |
|  |                                           |
|  | Isidoidae früher zu den "Calcaxonia"      |
|  |                                           |

|  | Mopseidae früher zu den "Calcaxonia"                                                                                    |
|  | |
|  | \| \| Pleurogorgiidae früher zu den "Calcaxonia" \| \| \| \| \| \| Ifalukellidae früher zu den "Calcaxonia" \| \| \| \| |
|  | |
|  | Pleurogorgiidae früher zu den "Calcaxonia"                                                                              |
|  | |
|  | Ifalukellidae früher zu den "Calcaxonia"                                                                                |
|  | |

|  | Pleurogorgiidae früher zu den "Calcaxonia" |
|  |                                            |
|  | Ifalukellidae früher zu den "Calcaxonia"   |
|  |                                            |

|  | Chrysogorgiidae früher zu den "Calcaxonia" |
|  |                                            |
|  | Primnoidae früher zu den "Calcaxonia"      |
|  |                                            |

|  | Keratoisididae früher zu den "Calcaxonia" |
|  |                                           |
|  | Isidoidae früher zu den "Calcaxonia"      |
|  |                                           |

|  | Mopseidae früher zu den "Calcaxonia"                                                                                    |
|  | |
|  | \| \| Pleurogorgiidae früher zu den "Calcaxonia" \| \| \| \| \| \| Ifalukellidae früher zu den "Calcaxonia" \| \| \| \| |
|  | |
|  | Pleurogorgiidae früher zu den "Calcaxonia"                                                                              |
|  | |
|  | Ifalukellidae früher zu den "Calcaxonia"                                                                                |
|  | |

|  | Pleurogorgiidae früher zu den "Calcaxonia" |
|  |                                            |
|  | Ifalukellidae früher zu den "Calcaxonia"   |
|  |                                            |

|  | Seefedern (Pennatuloidea)               |
|  |                                         |
|  | Ellisellidae früher zu den "Calcaxonia" |
|  |                                         |

|  | Coralliidae früher zu den "Scleraxonia"   |
|  |                                           |
|  | Erythropodiidae früher zu den "Holaxonia" |
|  |                                           |

|                                                 | Briareidae früher zu den "Scleraxonia"                                                                                  |
|                                                 | |
|                                                 | \| \| Spongiodermidae früher zu den "Scleraxonia" \| \| \| \| \| \| Ideogorgiidae früher zu den "Holaxonia" \| \| \| \| |
|                                                 | |
|                                                 | Parisididae früher zu den "Scleraxonia"                                                                                 |
|                                                 | |
|                                                 | Sarcodictyonidae früher zu den "Röhrenkorallen"                                                                         |
| Vorlage:Klade/Wartung/3 Vorlage:Klade/Wartung/4 | |
|                                                 | Spongiodermidae früher zu den "Scleraxonia"                                                                             |
|                                                 | |
|                                                 | Ideogorgiidae früher zu den "Holaxonia"                                                                                 |
|                                                 | |

|  | Spongiodermidae früher zu den "Scleraxonia" |
|  |                                             |
|  | Ideogorgiidae früher zu den "Holaxonia"     |
|  |                                             |

|                                                 | Briareidae früher zu den "Scleraxonia"                                                                                  |
|                                                 | |
|                                                 | \| \| Spongiodermidae früher zu den "Scleraxonia" \| \| \| \| \| \| Ideogorgiidae früher zu den "Holaxonia" \| \| \| \| |
|                                                 | |
|                                                 | Parisididae früher zu den "Scleraxonia"                                                                                 |
|                                                 | |
|                                                 | Sarcodictyonidae früher zu den "Röhrenkorallen"                                                                         |
| Vorlage:Klade/Wartung/3 Vorlage:Klade/Wartung/4 | |
|                                                 | Spongiodermidae früher zu den "Scleraxonia"                                                                             |
|                                                 | |
|                                                 | Ideogorgiidae früher zu den "Holaxonia"                                                                                 |
|                                                 | |

|  | Spongiodermidae früher zu den "Scleraxonia" |
|  |                                             |
|  | Ideogorgiidae früher zu den "Holaxonia"     |
|  |                                             |

|  | Chrysogorgiidae früher zu den "Calcaxonia" |
|  |                                            |
|  | Primnoidae früher zu den "Calcaxonia"      |
|  |                                            |

|  | Keratoisididae früher zu den "Calcaxonia" |
|  |                                           |
|  | Isidoidae früher zu den "Calcaxonia"      |
|  |                                           |

|  | Mopseidae früher zu den "Calcaxonia"                                                                                    |
|  | |
|  | \| \| Pleurogorgiidae früher zu den "Calcaxonia" \| \| \| \| \| \| Ifalukellidae früher zu den "Calcaxonia" \| \| \| \| |
|  | |
|  | Pleurogorgiidae früher zu den "Calcaxonia"                                                                              |
|  | |
|  | Ifalukellidae früher zu den "Calcaxonia"                                                                                |
|  | |

|  | Pleurogorgiidae früher zu den "Calcaxonia" |
|  |                                            |
|  | Ifalukellidae früher zu den "Calcaxonia"   |
|  |                                            |

|  | Chrysogorgiidae früher zu den "Calcaxonia" |
|  |                                            |
|  | Primnoidae früher zu den "Calcaxonia"      |
|  |                                            |

|  | Keratoisididae früher zu den "Calcaxonia" |
|  |                                           |
|  | Isidoidae früher zu den "Calcaxonia"      |
|  |                                           |

|  | Mopseidae früher zu den "Calcaxonia"                                                                                    |
|  | |
|  | \| \| Pleurogorgiidae früher zu den "Calcaxonia" \| \| \| \| \| \| Ifalukellidae früher zu den "Calcaxonia" \| \| \| \| |
|  | |
|  | Pleurogorgiidae früher zu den "Calcaxonia"                                                                              |
|  | |
|  | Ifalukellidae früher zu den "Calcaxonia"                                                                                |
|  | |

|  | Pleurogorgiidae früher zu den "Calcaxonia" |
|  |                                            |
|  | Ifalukellidae früher zu den "Calcaxonia"   |
|  |                                            |

|  | Chrysogorgiidae früher zu den "Calcaxonia" |
|  |                                            |
|  | Primnoidae früher zu den "Calcaxonia"      |
|  |                                            |

|  | Keratoisididae früher zu den "Calcaxonia" |
|  |                                           |
|  | Isidoidae früher zu den "Calcaxonia"      |
|  |                                           |

|  | Mopseidae früher zu den "Calcaxonia"                                                                                    |
|  | |
|  | \| \| Pleurogorgiidae früher zu den "Calcaxonia" \| \| \| \| \| \| Ifalukellidae früher zu den "Calcaxonia" \| \| \| \| |
|  | |
|  | Pleurogorgiidae früher zu den "Calcaxonia"                                                                              |
|  | |
|  | Ifalukellidae früher zu den "Calcaxonia"                                                                                |
|  | |

|  | Pleurogorgiidae früher zu den "Calcaxonia" |
|  |                                            |
|  | Ifalukellidae früher zu den "Calcaxonia"   |
|  |                                            |

|  | Chrysogorgiidae früher zu den "Calcaxonia" |
|  |                                            |
|  | Primnoidae früher zu den "Calcaxonia"      |
|  |                                            |

|  | Keratoisididae früher zu den "Calcaxonia" |
|  |                                           |
|  | Isidoidae früher zu den "Calcaxonia"      |
|  |                                           |

|  | Mopseidae früher zu den "Calcaxonia"                                                                                    |
|  | |
|  | \| \| Pleurogorgiidae früher zu den "Calcaxonia" \| \| \| \| \| \| Ifalukellidae früher zu den "Calcaxonia" \| \| \| \| |
|  | |
|  | Pleurogorgiidae früher zu den "Calcaxonia"                                                                              |
|  | |
|  | Ifalukellidae früher zu den "Calcaxonia"                                                                                |
|  | |

|  | Pleurogorgiidae früher zu den "Calcaxonia" |
|  |                                            |
|  | Ifalukellidae früher zu den "Calcaxonia"   |
|  |                                            |

|  | Seefedern (Pennatuloidea)               |
|  |                                         |
|  | Ellisellidae früher zu den "Calcaxonia" |
|  |                                         |

|  | Coralliidae früher zu den "Scleraxonia"   |
|  |                                           |
|  | Erythropodiidae früher zu den "Holaxonia" |
|  |                                           |

|                                                 | Briareidae früher zu den "Scleraxonia"                                                                                  |
|                                                 | |
|                                                 | \| \| Spongiodermidae früher zu den "Scleraxonia" \| \| \| \| \| \| Ideogorgiidae früher zu den "Holaxonia" \| \| \| \| |
|                                                 | |
|                                                 | Parisididae früher zu den "Scleraxonia"                                                                                 |
|                                                 | |
|                                                 | Sarcodictyonidae früher zu den "Röhrenkorallen"                                                                         |
| Vorlage:Klade/Wartung/3 Vorlage:Klade/Wartung/4 | |
|                                                 | Spongiodermidae früher zu den "Scleraxonia"                                                                             |
|                                                 | |
|                                                 | Ideogorgiidae früher zu den "Holaxonia"                                                                                 |
|                                                 | |

|  | Spongiodermidae früher zu den "Scleraxonia" |
|  |                                             |
|  | Ideogorgiidae früher zu den "Holaxonia"     |
|  |                                             |

|                                                 | Briareidae früher zu den "Scleraxonia"                                                                                  |
|                                                 | |
|                                                 | \| \| Spongiodermidae früher zu den "Scleraxonia" \| \| \| \| \| \| Ideogorgiidae früher zu den "Holaxonia" \| \| \| \| |
|                                                 | |
|                                                 | Parisididae früher zu den "Scleraxonia"                                                                                 |
|                                                 | |
|                                                 | Sarcodictyonidae früher zu den "Röhrenkorallen"                                                                         |
| Vorlage:Klade/Wartung/3 Vorlage:Klade/Wartung/4 | |
|                                                 | Spongiodermidae früher zu den "Scleraxonia"                                                                             |
|                                                 | |
|                                                 | Ideogorgiidae früher zu den "Holaxonia"                                                                                 |
|                                                 | |

|  | Spongiodermidae früher zu den "Scleraxonia" |
|  |                                             |
|  | Ideogorgiidae früher zu den "Holaxonia"     |
|  |                                             |

|  | Chrysogorgiidae früher zu den "Calcaxonia" |
|  |                                            |
|  | Primnoidae früher zu den "Calcaxonia"      |
|  |                                            |

|  | Keratoisididae früher zu den "Calcaxonia" |
|  |                                           |
|  | Isidoidae früher zu den "Calcaxonia"      |
|  |                                           |

|  | Mopseidae früher zu den "Calcaxonia"                                                                                    |
|  | |
|  | \| \| Pleurogorgiidae früher zu den "Calcaxonia" \| \| \| \| \| \| Ifalukellidae früher zu den "Calcaxonia" \| \| \| \| |
|  | |
|  | Pleurogorgiidae früher zu den "Calcaxonia"                                                                              |
|  | |
|  | Ifalukellidae früher zu den "Calcaxonia"                                                                                |
|  | |

|  | Pleurogorgiidae früher zu den "Calcaxonia" |
|  |                                            |
|  | Ifalukellidae früher zu den "Calcaxonia"   |
|  |                                            |

|  | Chrysogorgiidae früher zu den "Calcaxonia" |
|  |                                            |
|  | Primnoidae früher zu den "Calcaxonia"      |
|  |                                            |

|  | Keratoisididae früher zu den "Calcaxonia" |
|  |                                           |
|  | Isidoidae früher zu den "Calcaxonia"      |
|  |                                           |

|  | Mopseidae früher zu den "Calcaxonia"                                                                                    |
|  | |
|  | \| \| Pleurogorgiidae früher zu den "Calcaxonia" \| \| \| \| \| \| Ifalukellidae früher zu den "Calcaxonia" \| \| \| \| |
|  | |
|  | Pleurogorgiidae früher zu den "Calcaxonia"                                                                              |
|  | |
|  | Ifalukellidae früher zu den "Calcaxonia"                                                                                |
|  | |

|  | Pleurogorgiidae früher zu den "Calcaxonia" |
|  |                                            |
|  | Ifalukellidae früher zu den "Calcaxonia"   |
|  |                                            |

|  | Chrysogorgiidae früher zu den "Calcaxonia" |
|  |                                            |
|  | Primnoidae früher zu den "Calcaxonia"      |
|  |                                            |

|  | Keratoisididae früher zu den "Calcaxonia" |
|  |                                           |
|  | Isidoidae früher zu den "Calcaxonia"      |
|  |                                           |

|  | Mopseidae früher zu den "Calcaxonia"                                                                                    |
|  | |
|  | \| \| Pleurogorgiidae früher zu den "Calcaxonia" \| \| \| \| \| \| Ifalukellidae früher zu den "Calcaxonia" \| \| \| \| |
|  | |
|  | Pleurogorgiidae früher zu den "Calcaxonia"                                                                              |
|  | |
|  | Ifalukellidae früher zu den "Calcaxonia"                                                                                |
|  | |

|  | Pleurogorgiidae früher zu den "Calcaxonia" |
|  |                                            |
|  | Ifalukellidae früher zu den "Calcaxonia"   |
|  |                                            |

|  | Chrysogorgiidae früher zu den "Calcaxonia" |
|  |                                            |
|  | Primnoidae früher zu den "Calcaxonia"      |
|  |                                            |

|  | Keratoisididae früher zu den "Calcaxonia" |
|  |                                           |
|  | Isidoidae früher zu den "Calcaxonia"      |
|  |                                           |

|  | Mopseidae früher zu den "Calcaxonia"                                                                                    |
|  | |
|  | \| \| Pleurogorgiidae früher zu den "Calcaxonia" \| \| \| \| \| \| Ifalukellidae früher zu den "Calcaxonia" \| \| \| \| |
|  | |
|  | Pleurogorgiidae früher zu den "Calcaxonia"                                                                              |
|  | |
|  | Ifalukellidae früher zu den "Calcaxonia"                                                                                |
|  | |

|  | Pleurogorgiidae früher zu den "Calcaxonia" |
|  |                                            |
|  | Ifalukellidae früher zu den "Calcaxonia"   |
|  |                                            |

|  | Seefedern (Pennatuloidea)               |
|  |                                         |
|  | Ellisellidae früher zu den "Calcaxonia" |
|  |                                         |

|  | Coralliidae früher zu den "Scleraxonia"   |
|  |                                           |
|  | Erythropodiidae früher zu den "Holaxonia" |
|  |                                           |

|                                                 | Briareidae früher zu den "Scleraxonia"                                                                                  |
|                                                 | |
|                                                 | \| \| Spongiodermidae früher zu den "Scleraxonia" \| \| \| \| \| \| Ideogorgiidae früher zu den "Holaxonia" \| \| \| \| |
|                                                 | |
|                                                 | Parisididae früher zu den "Scleraxonia"                                                                                 |
|                                                 | |
|                                                 | Sarcodictyonidae früher zu den "Röhrenkorallen"                                                                         |
| Vorlage:Klade/Wartung/3 Vorlage:Klade/Wartung/4 | |
|                                                 | Spongiodermidae früher zu den "Scleraxonia"                                                                             |
|                                                 | |
|                                                 | Ideogorgiidae früher zu den "Holaxonia"                                                                                 |
|                                                 | |

|  | Spongiodermidae früher zu den "Scleraxonia" |
|  |                                             |
|  | Ideogorgiidae früher zu den "Holaxonia"     |
|  |                                             |

|                                                 | Briareidae früher zu den "Scleraxonia"                                                                                  |
|                                                 | |
|                                                 | \| \| Spongiodermidae früher zu den "Scleraxonia" \| \| \| \| \| \| Ideogorgiidae früher zu den "Holaxonia" \| \| \| \| |
|                                                 | |
|                                                 | Parisididae früher zu den "Scleraxonia"                                                                                 |
|                                                 | |
|                                                 | Sarcodictyonidae früher zu den "Röhrenkorallen"                                                                         |
| Vorlage:Klade/Wartung/3 Vorlage:Klade/Wartung/4 | |
|                                                 | Spongiodermidae früher zu den "Scleraxonia"                                                                             |
|                                                 | |
|                                                 | Ideogorgiidae früher zu den "Holaxonia"                                                                                 |
|                                                 | |

|  | Spongiodermidae früher zu den "Scleraxonia" |
|  |                                             |
|  | Ideogorgiidae früher zu den "Holaxonia"     |
|  |                                             |

|  | Chrysogorgiidae früher zu den "Calcaxonia" |
|  |                                            |
|  | Primnoidae früher zu den "Calcaxonia"      |
|  |                                            |

|  | Keratoisididae früher zu den "Calcaxonia" |
|  |                                           |
|  | Isidoidae früher zu den "Calcaxonia"      |
|  |                                           |

|  | Mopseidae früher zu den "Calcaxonia"                                                                                    |
|  | |
|  | \| \| Pleurogorgiidae früher zu den "Calcaxonia" \| \| \| \| \| \| Ifalukellidae früher zu den "Calcaxonia" \| \| \| \| |
|  | |
|  | Pleurogorgiidae früher zu den "Calcaxonia"                                                                              |
|  | |
|  | Ifalukellidae früher zu den "Calcaxonia"                                                                                |
|  | |

|  | Pleurogorgiidae früher zu den "Calcaxonia" |
|  |                                            |
|  | Ifalukellidae früher zu den "Calcaxonia"   |
|  |                                            |

|  | Chrysogorgiidae früher zu den "Calcaxonia" |
|  |                                            |
|  | Primnoidae früher zu den "Calcaxonia"      |
|  |                                            |

|  | Keratoisididae früher zu den "Calcaxonia" |
|  |                                           |
|  | Isidoidae früher zu den "Calcaxonia"      |
|  |                                           |

|  | Mopseidae früher zu den "Calcaxonia"                                                                                    |
|  | |
|  | \| \| Pleurogorgiidae früher zu den "Calcaxonia" \| \| \| \| \| \| Ifalukellidae früher zu den "Calcaxonia" \| \| \| \| |
|  | |
|  | Pleurogorgiidae früher zu den "Calcaxonia"                                                                              |
|  | |
|  | Ifalukellidae früher zu den "Calcaxonia"                                                                                |
|  | |

|  | Pleurogorgiidae früher zu den "Calcaxonia" |
|  |                                            |
|  | Ifalukellidae früher zu den "Calcaxonia"   |
|  |                                            |

|  | Chrysogorgiidae früher zu den "Calcaxonia" |
|  |                                            |
|  | Primnoidae früher zu den "Calcaxonia"      |
|  |                                            |

|  | Keratoisididae früher zu den "Calcaxonia" |
|  |                                           |
|  | Isidoidae früher zu den "Calcaxonia"      |
|  |                                           |

|  | Mopseidae früher zu den "Calcaxonia"                                                                                    |
|  | |
|  | \| \| Pleurogorgiidae früher zu den "Calcaxonia" \| \| \| \| \| \| Ifalukellidae früher zu den "Calcaxonia" \| \| \| \| |
|  | |
|  | Pleurogorgiidae früher zu den "Calcaxonia"                                                                              |
|  | |
|  | Ifalukellidae früher zu den "Calcaxonia"                                                                                |
|  | |

|  | Pleurogorgiidae früher zu den "Calcaxonia" |
|  |                                            |
|  | Ifalukellidae früher zu den "Calcaxonia"   |
|  |                                            |

|  | Chrysogorgiidae früher zu den "Calcaxonia" |
|  |                                            |
|  | Primnoidae früher zu den "Calcaxonia"      |
|  |                                            |

|  | Keratoisididae früher zu den "Calcaxonia" |
|  |                                           |
|  | Isidoidae früher zu den "Calcaxonia"      |
|  |                                           |

|  | Mopseidae früher zu den "Calcaxonia"                                                                                    |
|  | |
|  | \| \| Pleurogorgiidae früher zu den "Calcaxonia" \| \| \| \| \| \| Ifalukellidae früher zu den "Calcaxonia" \| \| \| \| |
|  | |
|  | Pleurogorgiidae früher zu den "Calcaxonia"                                                                              |
|  | |
|  | Ifalukellidae früher zu den "Calcaxonia"                                                                                |
|  | |

|  | Pleurogorgiidae früher zu den "Calcaxonia" |
|  |                                            |
|  | Ifalukellidae früher zu den "Calcaxonia"   |
|  |                                            |